# Сайтхолдер
Сайтхолдер (англ.  sightholder; варианты перевода — владеющий, обладающий видением, рассматривающий, видящий, глядящий, видящий суть.) — компания, входящая в ограниченный круг дистрибьюторов дочерней фирмы компании Де Бирс — Diamond Trading Company — алмазной торговой компанией.

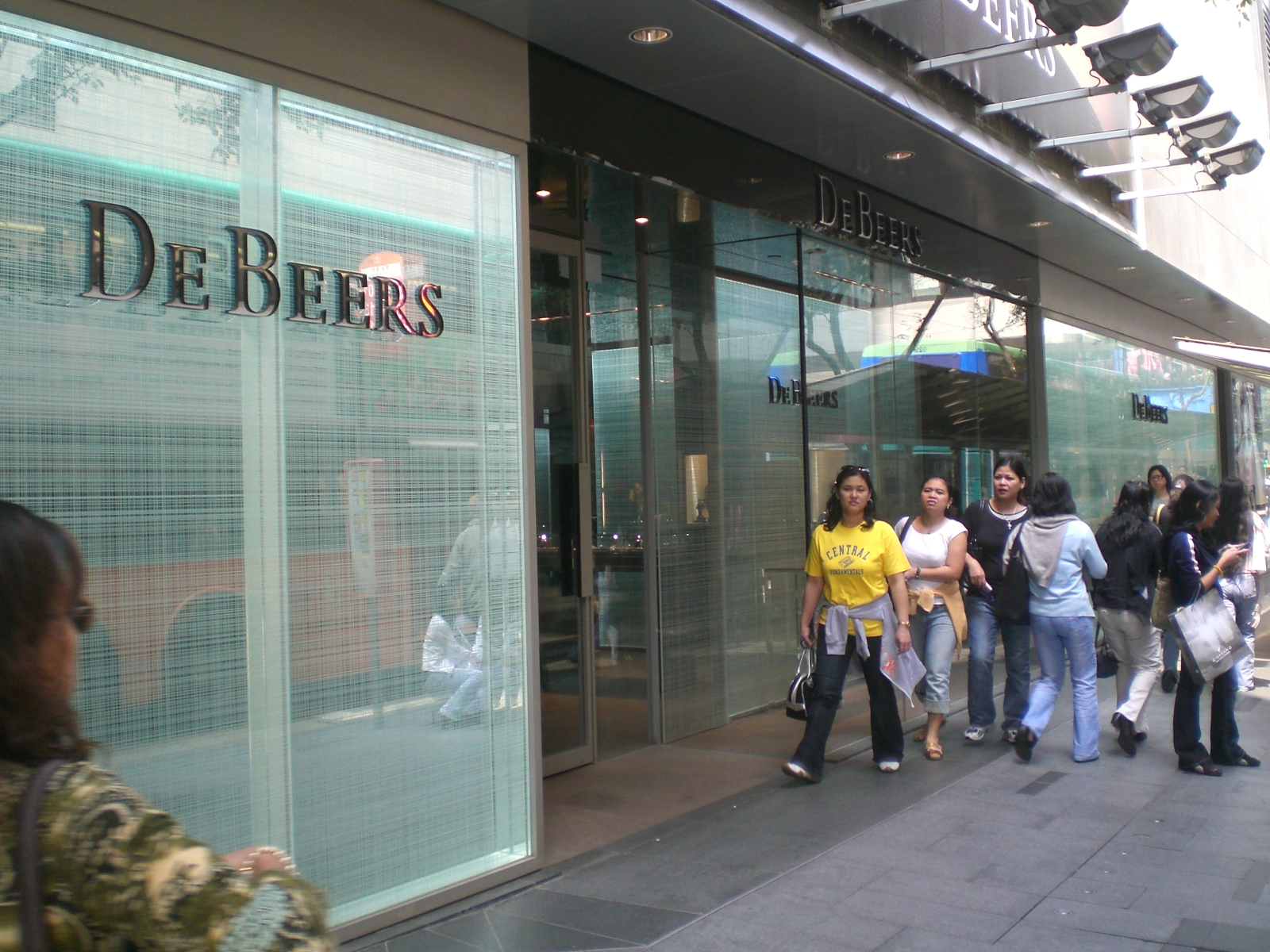
Ювелирный молл Де Бирс в Гонконге

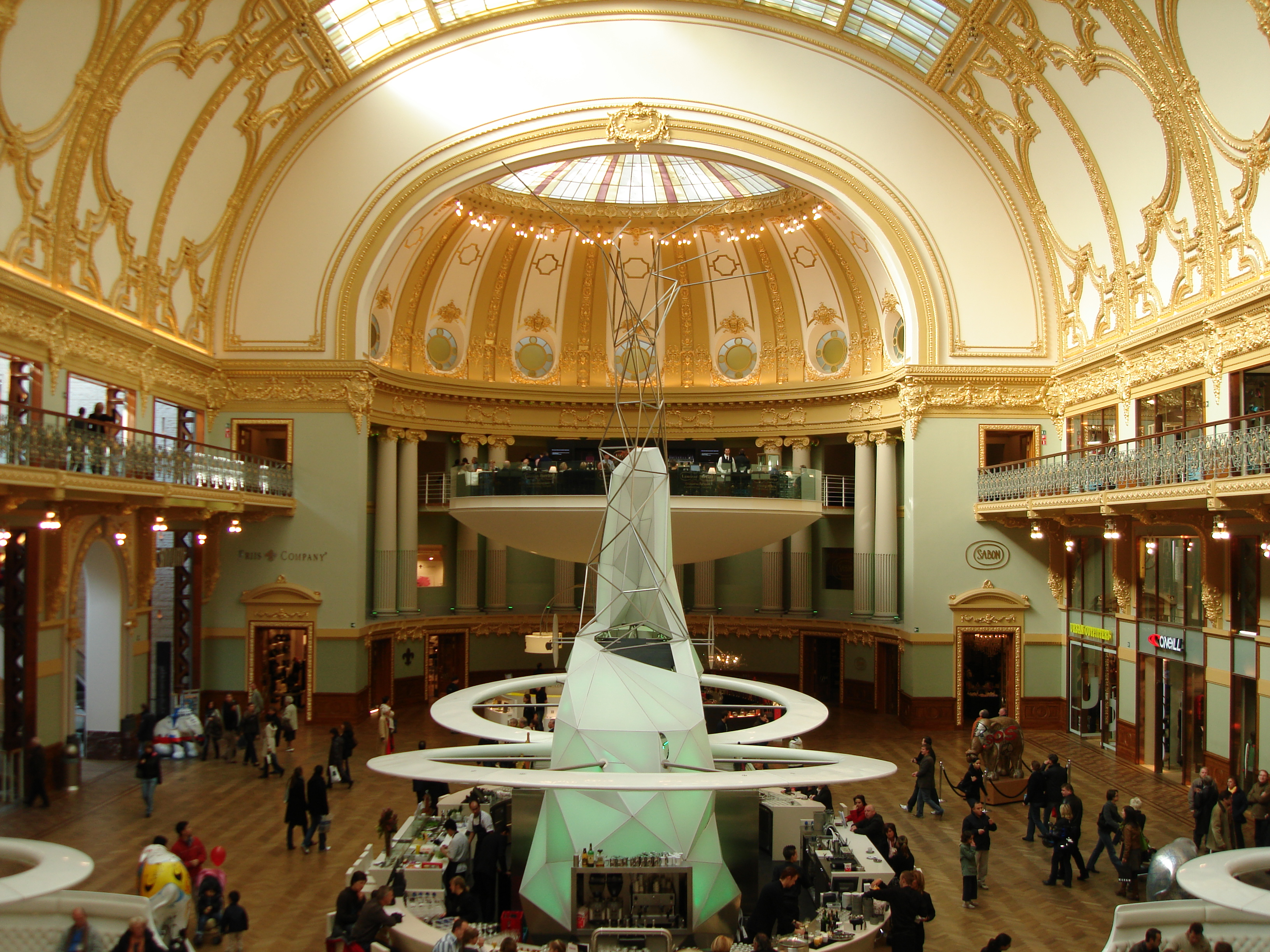
Люксовый торговый центр «Stadsfeestzaal» Антверпена — исторически сложившейся «столицы» обработки и продажи бриллиантов в Европе

Количество сайтхолдеров колеблется в пределах сотни (в данный момент их 79)

Компании — сайтхолдеры контролируют движение (покупка, продажа, перепродажа, обработка, огранка, реклама, и т. д.) алмазов в индустрии драгоценных металлов и драгоценностей целых регионов и даже стран. 

Де Бирс отбирает сайтхолдеров, коррелируясь с их эффективностью в продажах, ситуацией на рынке и исходя из интересов собственно концерна.

Высокодоходность, стабильность, престижность работы фирмы — сайтхолдера, наряду с жесткой конкуренцией, позволяют головной конторе Де Бирс ограничивать тремя годами контракт со своими представителями. Продление или непродление договора является мощным инструментом воздействия на контрагентов. 

Российским сайтхолдером Де Бирс является смоленский завод «Кристалл».